# Aggiosaure
L'aggiosaure (Aggiosaurus) és un gènere de crocodiliform marí que va viure al Juràssic superior, a l'Oxfordià, fa entre 155 i 157 milions d'anys. L'aggiosaure era un carnívor que passava la major part del seu temps, si no tot, al mar. No s'han descobert ous o nius d'aggiosaure, així es coneix ben poc del cicle vital d'aquest rèptil, a diferència d'altres grans rèptils marins del Mesozoic com els plesiosaures o ictiosaures.